# Liste von Kunstwerken im öffentlichen Raum in Wetter (Ruhr)
Die Liste von Kunstwerken im öffentlichen Raum in Wetter (Ruhr) gibt einen Überblick über Kunst im öffentlichen Raum, unter anderem Skulpturen, Plastiken, Landmarken und andere Kunstwerke in Wetter (Ruhr), Ennepe-Ruhr-Kreis. Es besteht kein Anspruch auf Vollständigkeit.

## Kunstwerke in Wetter (Ruhr)
| Bezeichnung                | Standort                                                           | Koordinaten                     | errichtet | Künstler | Anmerkungen                                                               | Bild |
| -------------------------- | ------------------------------------------------------------------ | ------------------------------- | --------- | -------- | ------------------------------------------------------------------------- | ---- |
| Freiherr vom und zum Stein | Rathaus                                                            | 51° 23′ 12,7″ N, 7° 23′ 54,6″ O |           |          | Bronze                                                                    |      |
| Herd-Denkmal               | Tunnel unter der Bahnstrecke Witten-Schwelm, Henriette-Davidis-Weg | Koordinaten fehlen! Hilf mit.   |           |          | Gedenktafel für die ehemalige Küche der Kochbuchautorin Henriette Davidis |      |
| Kugelgasbehälter           | Oberwengern, Oberwengerner Straße                                  | Koordinaten fehlen! Hilf mit.   |           |          | Kugelgasbehälter als Globus                                               |      |
| Skulptur                   | Geschwister-Scholl-Gymnasium, Hoffmann-von-Fallersleben-Straße 28  | Koordinaten fehlen! Hilf mit.   |           |          |                                                                           |      |